# 山崎義治
山崎 義治（やまざき よしはる、生年月日不詳 - 2024年4月15日）は、日本の元俳優。山崎 遊（やまざき ゆう）名義での活動作品もある。

## 人物
数本の映画に出演した後、1983年7月24日に俳優仲間と劇団「アクターズ・スリル&チャンス」を結成。以来、同劇団の公演を中心に活動。
しかし1990年代前半に俳優業から身を引き、アクターズ・スリル&チャンスの最終公演にも参加はしていない。
2024年4月15日に亡くなったことが演出家の加藤美由貴のブログにて公表された。

## 出演作品

### 映画
- エロス学園 発情時代（1979年、にっかつ） - 権田潤 役
- 動乱（1980年、東映）
- 暴行儀式（1980年、にっかつ） - アイ 役
- 近頃なぜかチャールストン（1981年、ATG） - 小此木一郎 役

### テレビドラマ
- 木曜ゴールデンドラマ「小指の思い出」（1991年8月8日、読売テレビ）

### 舞台
- アクターズ・スリル&チャンス公演（1983年 - 1990年代、シアタートップス、新宿アイランドホールなど）